# تازه‌کند، شرور
تازه‌کند (به لاتین: Təzəkənd) یک منطقهٔ مسکونی در جمهوری آذربایجان است که در شهرستان شرور واقع شده‌است.

## خصوصیات
تزکند ۲۵۴ نفر جمعیت دارد.